# Путевые машины

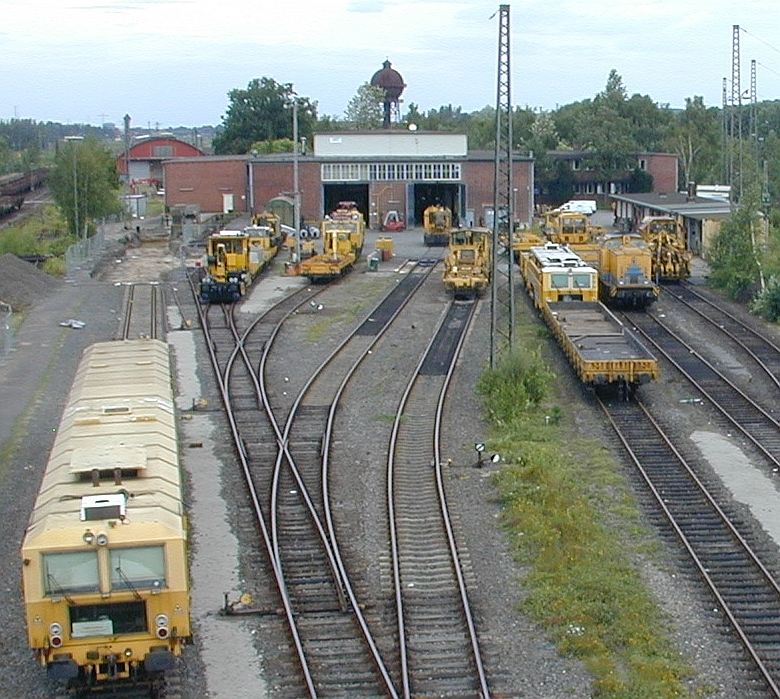
Путевые машины в Германии

Путевы́е маши́ны — специальный подвижной состав, предназначенный для сооружения верхнего строения пути при строительстве и реконструкции железных дорог, а также для выполнения всех работ при их текущем содержании и ремонте.

## История применения
Первые путевые машины начали применяться в XVIII веке. В России их использовали уже при строительстве и обслуживании первых рудничных рельсовых дорог. В 1834 году при эксплуатации первых паровозов на Нижнетагильской чугунной дороге отец и сын Черепановы впервые механизировали очистку пути от снега, использовав плуг с конной тягой. С конца 1840-х годов на железной дороге Петербург — Москва работал для очистки путей от снега паровоз, оборудованный плугом. В конце 1860-х годов при строительстве железных дорог отсыпка балласта производилась саморазгружающимся полувагоном с опрокидывающимся кузовом. В 1879 году построен первый таранный снегоочиститель для борьбы с глубокими заносами; в том же году предложен роторный снегоочиститель. В 1880 году на Закаспийской железной дороге были механизированы путеукладочные работы. В 1887 год русский инженер И. Н. Ливчак создал путеизмерительный вагон с механической записью состояния пути. В СССР на железных дорогах широкое использование путевых машин началось в 1930-е годы, когда были созданы первые балластеры, путевые струги, снегоуборочные машины, путеукладчики на железнодорожном ходу. С 1940 по 1950-е годы спроектирован ряд новых машин: путеукладчик на тракторном ходу, электробалластёр, хоппер-дозатор, землеуборочная машина, щебнеочистительная машина.

## Назначение

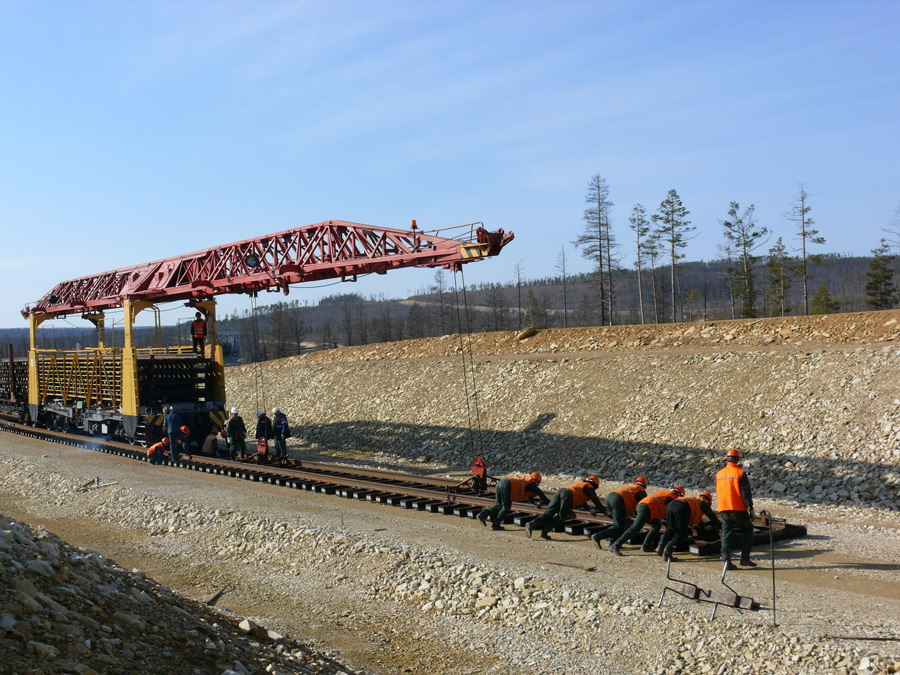
Голова укладки

Большинство путевых машин могут использоваться как при строительстве новых железных дорог, так и во время их ремонта и текущего содержания. Но некоторые путевые машины специализированы либо только на выполнении работ, производящихся при ремонте и текущем содержании пути (например, звеноразборочные поточные линии, путеуборочные машины), либо на сооружении верхнего строения пути (например, тракторные путеукладчики, как более мобильные). Для ремонта и текущего содержания пути созданы путевые машины, либо производящие определённые операции, либо выполняющие комплекс работ в их технологической последовательности. Так, для земляных работ и очистки путей от снега служат путевые струги, для очистки и нарезки кюветов вдоль железнодорожного полотна — кюветоочистительные машины. Путеуборочные машины не только очищают путь от шлака, мусора, снега, но и углубляют междупутья. Для устройства дренажа служат дренажные машины. Подъёмку и сдвижку рельсо-шпальной решётки, устранение её перекоса, подсыпку балласта и его уплотнение осуществляют электробалластёры, путеподъёмники, тракторные дозировщики. Для очистки балласта используются щебнеочистительные машины. Разборку рельсо-шпальной решётки, её укладку, а также замену рельсов осуществляют путеукладчиками. Сборка рельсо-шпальной решётки производится на звеносборочных поточных линиях, а разборка старых плетей — на звеноразборочных. Уплотнение балласта и выправку пути выполняют с помощью шпалоподбивочных машин, балластоуплотнительных машин, выправочно-подбивочно-отделочных машин и выправочно-подбивочно-рихтовочных машин. При этом используют станки для правки рельсов, рельсошлифовальные станки, рельсосварочные машины, рельсосверлильные станки и другое оборудование. Для обеспечения строительных и ремонтных участков материалами и инструментами, для доставки рабочих к месту работ служат транспортные и погрузочно-разгрузочные средства: дрезины, хоппер-дозаторы, саморазгружающиеся и специализированные вагоны.
При эксплуатации железнодорожного пути проводят проверку его состояния с помощью контрольно-измерительных устройств и машин, к которым относятся путеизмерительные вагоны, дефектоскопные вагоны и тележки. Подготовку рельсов к дефектоскопии производят рельсоочистительные машины. Для очистки путей от снега кроме путевых стругов используют снегоуборочные машины.

## Типы путевых машин

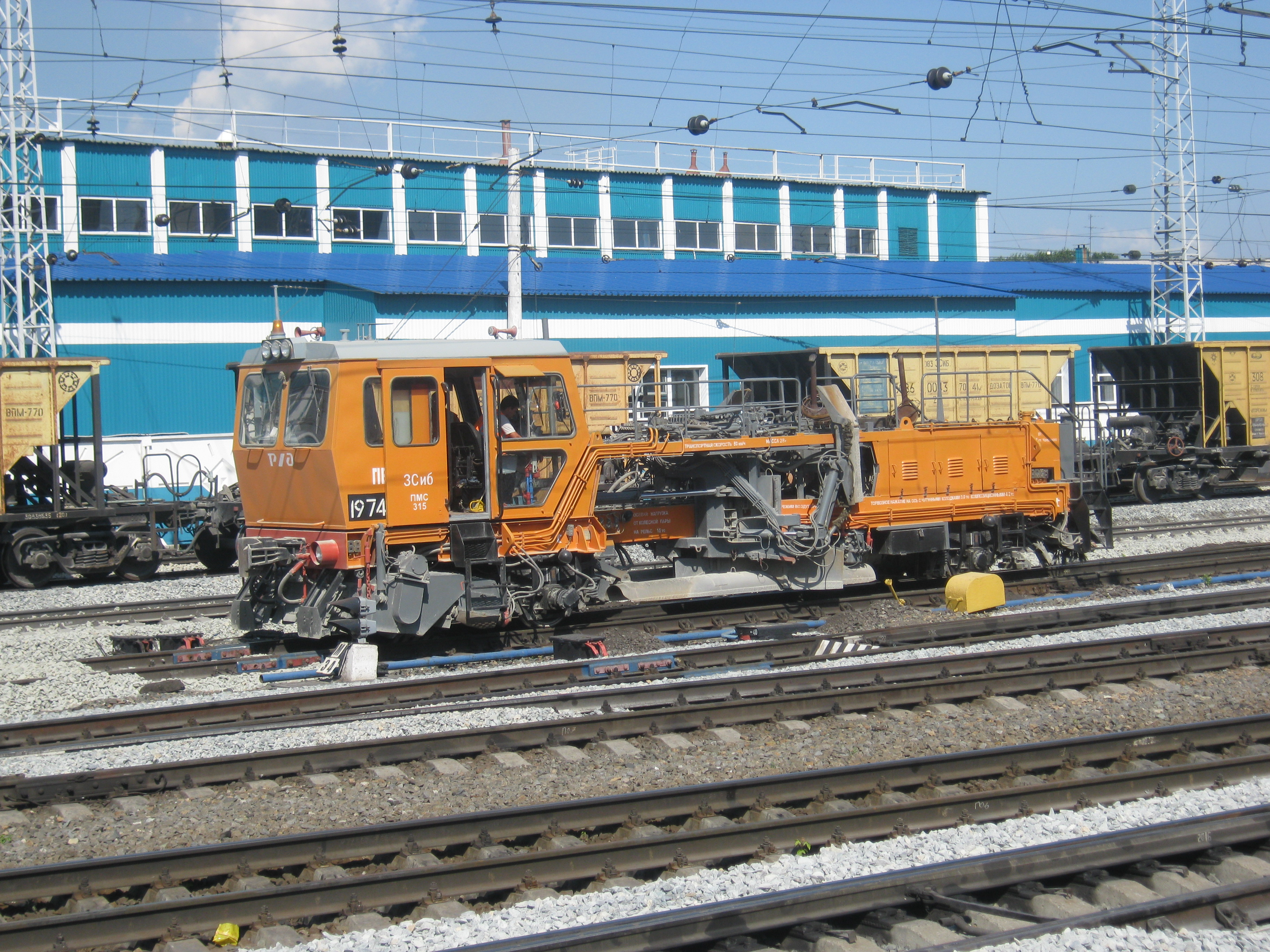
Планировщик балласта ПБ-01

Различают автономные путевые машины, имеющие энергетическую базу, к которой подключаются все двигатели машины (путеукладчик, дрезина, балластоуплотнительная, шпалоподбивочная машина и др.), и неавтономные путевые машины, у которых энергетическая установка отсутствует и электрическая энергия или энергия сжатого воздуха поступает к рабочим органам машины от локомотива (роторный снегоочиститель, щебнеочистительная машина, путевой струг). По способу передвижения в рабочем состоянии путевые машины могут быть самоходными (например, снегоуборочные машины) и несамоходными (электробалластёр, струг, щебнеочистительная машина). Путевые машины могут быть выполнены на железнодорожном ходу (струг, путеукладчик, электробалластёр, шпалоподбивочная машина) или на гусеничном ходу (тракторный путеукладчик, тракторный дозировщик). Большинство путевых машин имеют железнодорожный ход; внедряется также комбинированный пневмоколёсный ход, когда машина снабжена роликами, которые поднимаются при движении по автомобильной дороге и опускаются при перемещении машины по рельсам.
Выпускаются путевые машины с электрическим, пневматическим и гидравлическим приводами рабочих органов, а также с приводом их от двигателя внутреннего сгорания через механическую передачу. По способу выполнения работ различают путевые машины тяжёлого типа — несъёмные с пути (струг, путеукладчик, щебнеочистительная, снегоуборочная и другие машины) и лёгкого типа — машины, съёмные с пути (электростанции, мотодрезины, шпалоподбивочная машина, рельсо-сверлильный станок). Машины тяжёлого типа для производства работ требуют занятия перегона, а машины лёгкого типа для пропуска подвижного состава снимаются с пути. Большая грузонапряжённость российских железных дорог требует минимального времени для проведения путевых работ, поэтому при ремонте используются высокопроизводительные путевые машины тяжёлого типа. Для выполнения всего объёма работ по ремонту пути из путевых машин составляют комплекс (цепочку), в котором путевые машины, следуя одна за другой, поточным методом производят все технологические операции, таким образом осуществляется комплексная механизация ремонта.
Такой комплекс для реконструкции пути на щебёночном балласте включает:
- щебнеочистительную машину
- путеразборочный и путеукладочный поезда
- хоппер-дозатор
- выправочно-подбивочно-отделочную машину
- рельсовозный состав

## Изобретатели и конструкторы
Значительный вклад в развитие конструкций путевых машин внесли советские учёные, инженеры, изобретатели:
| - В. А. Алёшин - К. В. Алфёров - В. X. Балашенко - Ф. Д. Барыкин - П. Г. Белогорцев - Н. Н. Гуленко - Г. М. Девьякович - А. М. Драгавцев - А. Ф. Игнатьев | - К. С. Исаев - Н. В. Корягин - А. В. Лобанов - М. Д. Матвеенко - В. И. Платов - М. А. Плохоцкий - И. Я. Туровский - М. Т. Членов |  |

Большие работы были проведены учёными транспортных научно-исследовательских институтов, вузов и работниками предприятий, выпускающих и испытывающих путевые машины (Калужского, Тульского, Тихорецкого, Кировского заводов).

## Производители путевых машин

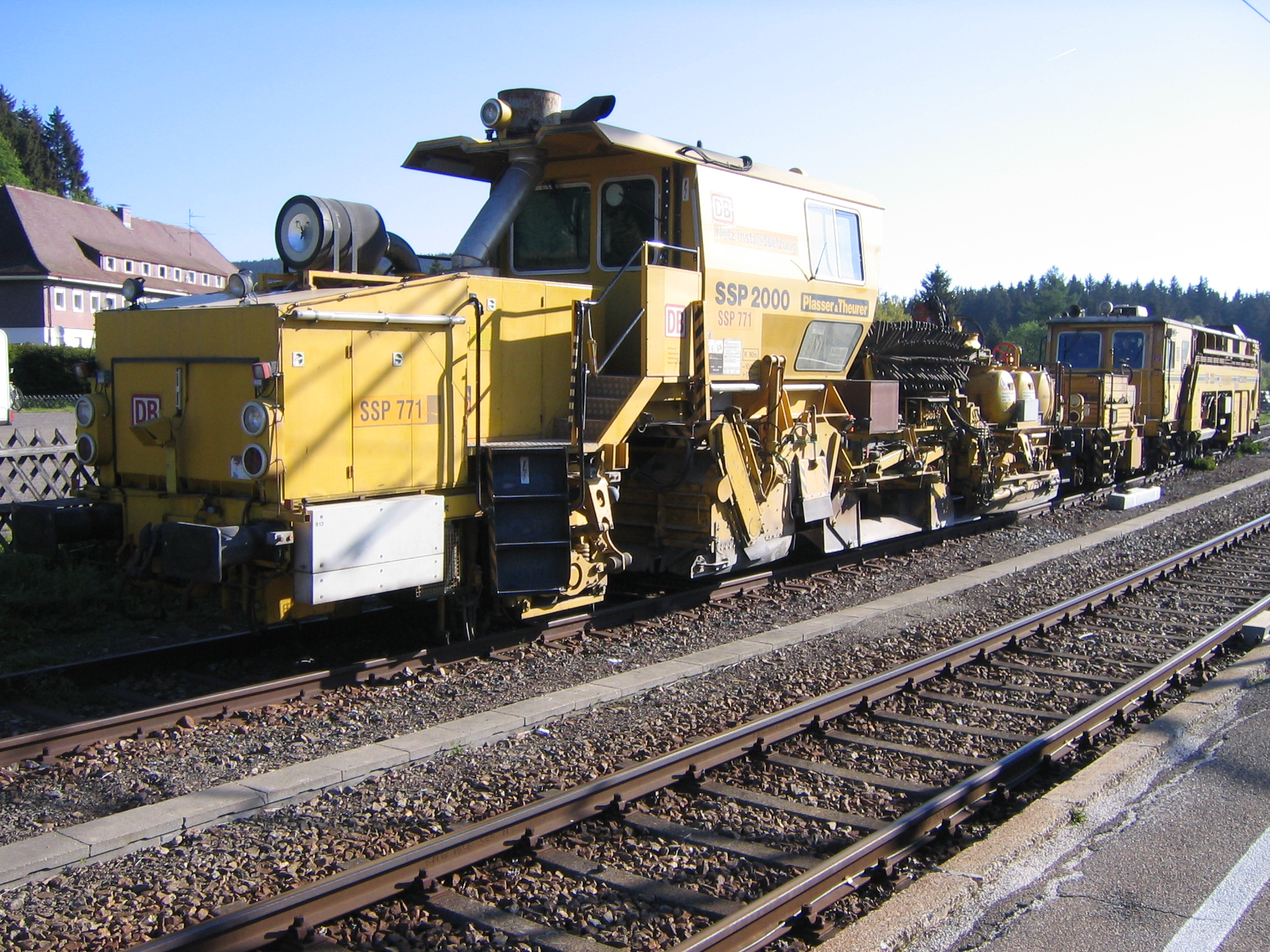
Распределитель балласта Plasser & Theurer SSP 2000

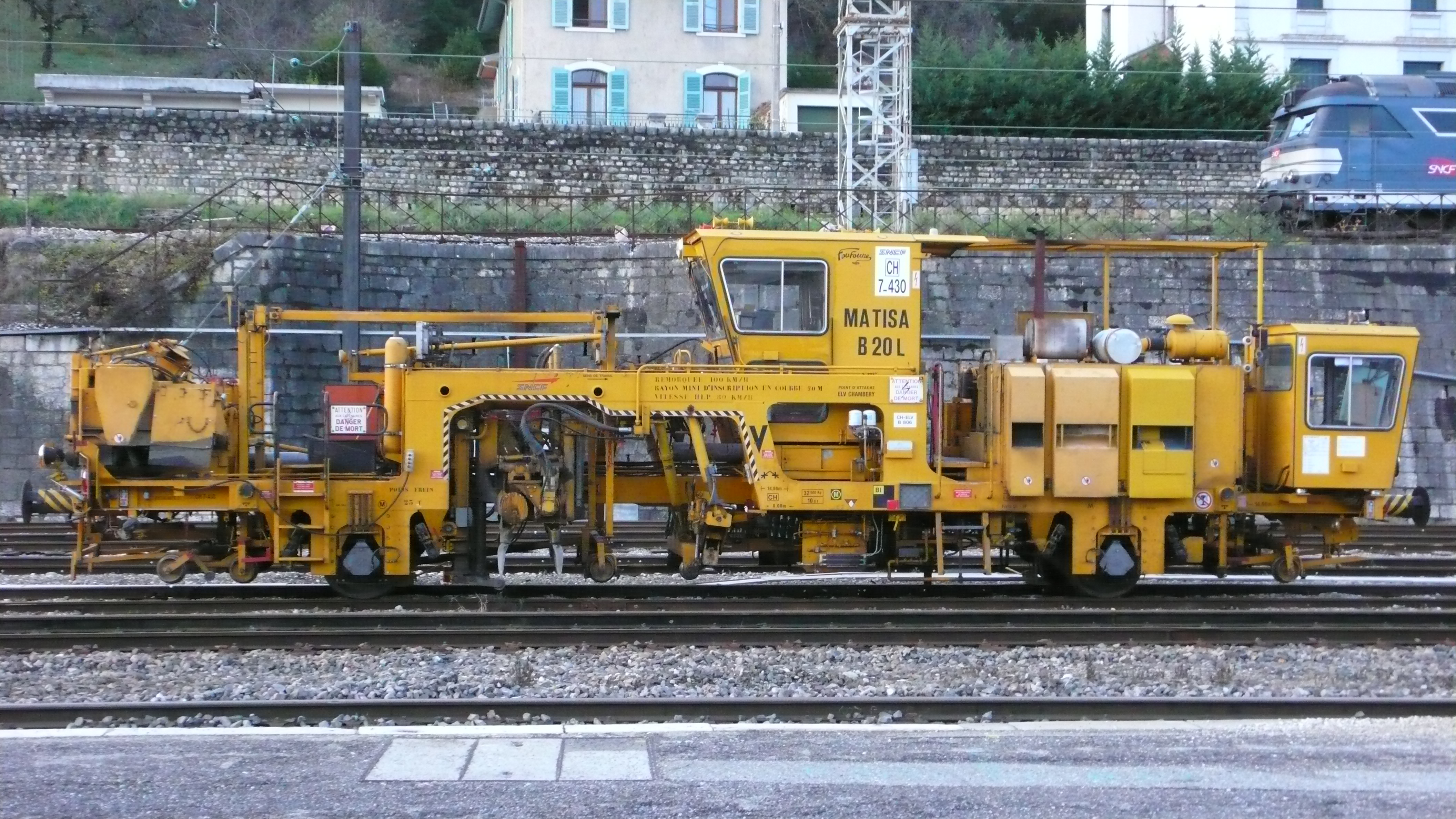
Машина ВПР Matisa B 20 L

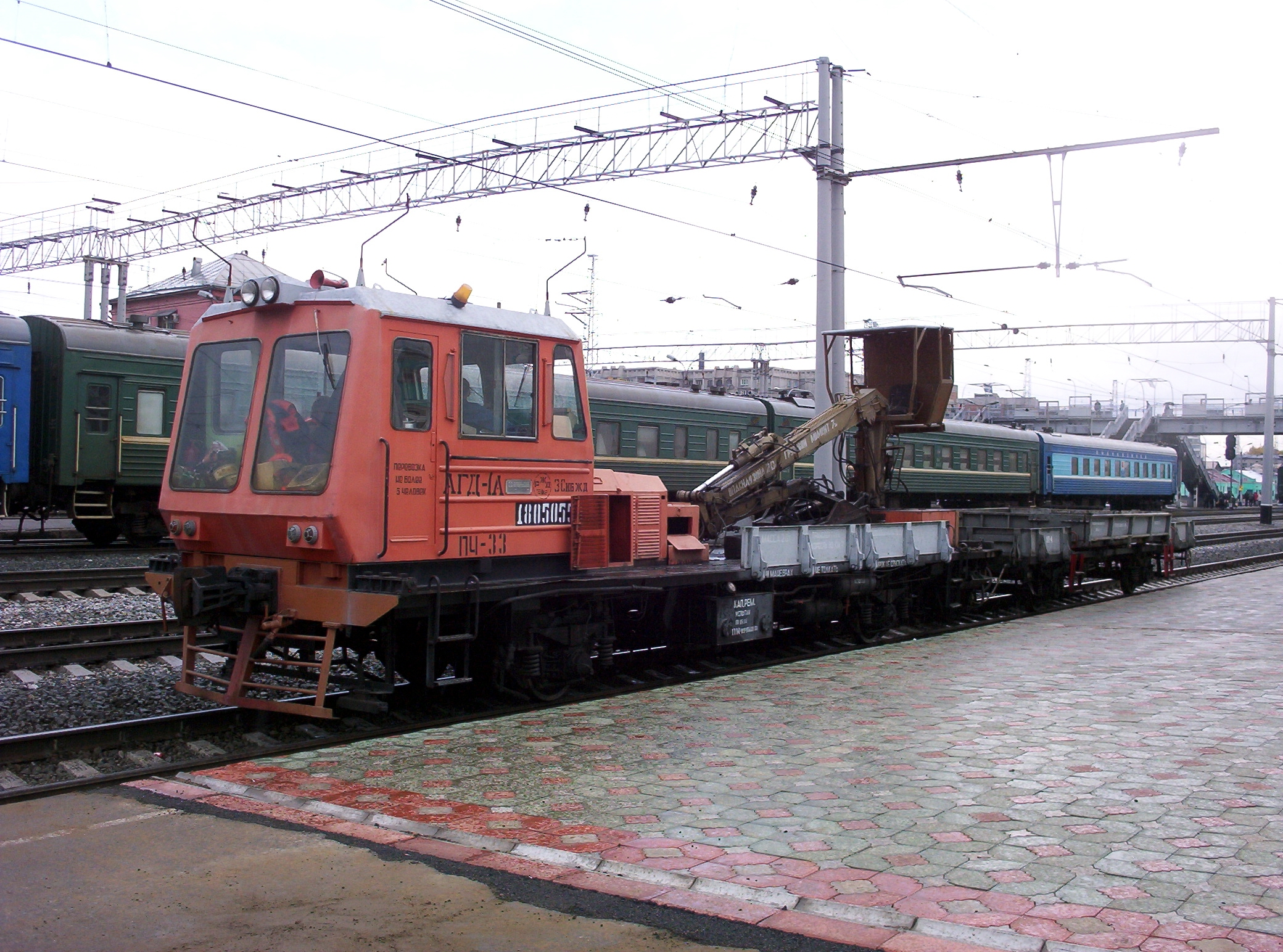
Автомотриса АГД-1А

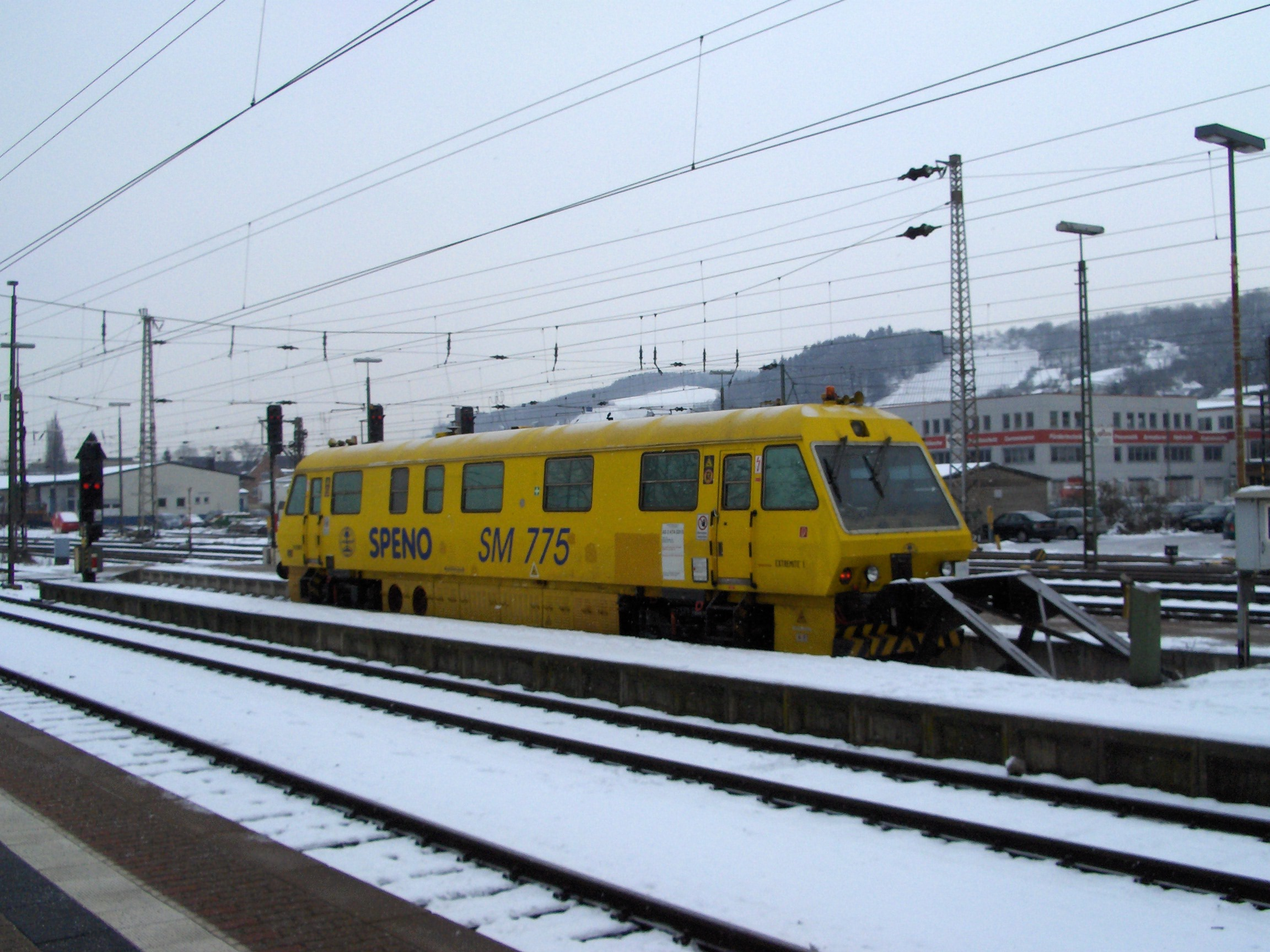
Путеизмеритель Speno SM 775

Путевые машины выпускаются во многих странах мира:
- в России
  - «Истьинский машиностроительный завод»
  - «Калугапутьмаш»
  - «Камбарский машиностроительный завод»
  - «Кировский машзавод 1 Мая»
  - «Муромтепловоз»
  - «Ремпутьмаш»
  - «Ржевский машиностроительный завод»
  - «Тихорецкий машиностроительный завод им. В.В. Воровского»
  - «Тулажелдормаш»

- в Австрии
  - «МЛФ» (MLF)
  - «Плассер унд Тойрер» (Plasser & Theurer)
- в США
  - «Нокс Кершо» (Knox Kershaw Inc.)
  - «Harsco Rail»:
    - «Джексон — Джордан» (Jackson — Jordan)
    - «Тампер» (Tamper)
    - «Фэрмонт» (Fairmont Machine Company)

  - «ЛОРАМ» (LORAM)
- на Украине
  - Старокраматорский машиностроительный завод (СКМЗ)
  - «СПЕЦКРАН»
- в Финляндии
  - «Десек» (Desec Ltd)
- во Франции
  - «Друр» (Drouarа)
  - «Дескан э Жираль» (Desquenm et Giral)

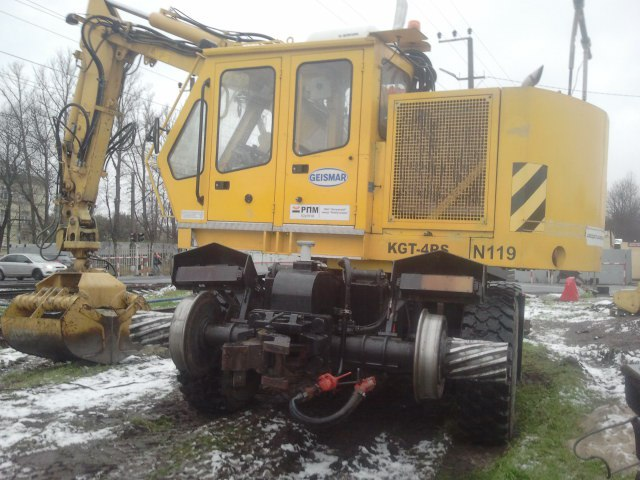
Экскаватор на комбинированном ходу KGT-4RS — 119

  - «Жейсмар» (Geismar)Экскаватор на комбинированном ходу KGT-4RS — 119
- в Чехии
  - «МТХ» (MTH Hranice, Inc.)
- в Швейцарии
  - «Матиса» (Matisa)
  - «Спено» (Speno International SA)
- в Швеции
  - «Дисаб» (Disab)

## Перспективы развития
Дальнейшее развитие путевых машин предполагает завершение комплексной механизации путевых работ. При завершении комплексной механизации предусматривается создание недостающих в комплексе машин, например путеукладчиков для одноэтапной укладки бесстыкового пути, высокопроизводительных рельсошлифовальных поездов, стабилизаторов пути. Основными задачами, решаемыми при этом, являются повышение производительности всей цепочки машин, увеличение в 1,5— 2 раза объёма ремонтных работ, осуществляемых в «окна», повышение скоростей движения поездов в послеремонтный период с 60 до 70—80 километров в час, приближение отметок продольного профиля пути во время его ремонта к проектному положению. Наряду с этим уделяется большое внимание вопросам повышения надёжности путевых машин, снижению их энерго- и металлоёмкости и стоимости, а также унификации узлов и деталей, применению автоматизированного управления, средств контроля за работой машины. Большое значение придаётся охране труда при производстве путевых работ. С этой целью разрабатываются средства защиты машинистов и операторов машин от пыли, шума, вибраций. При создании путевых машин лёгкого типа основной задачей является уменьшение их массы за счёт применения новых материалов и совершенствования конструкции. Проведение этих мероприятий направлено на завершение машинизации текущего содержания пути — выполнение всех работ машинами тяжёлого типа, что повышает выработку, улучшает качество работ, уменьшает время занятия перегона.